# Печуга (приток Нерли)
Печуга — река в России, протекает по Суздальскому и Камешковскому районам Владимирской области. Устье реки находится в 32 км от устья реки Нерль по левому берегу. Длина реки составляет 34 км, площадь водосборного бассейна — 423 км².

## Данные водного реестра
По данным государственного водного реестра России относится к Окскому бассейновому округу, водохозяйственный участок реки — Нерль от истока и до устья, речной подбассейн реки — бассейны притоков Оки от Мокши до впадения в Волгу. Речной бассейн реки — Ока.
Код объекта в государственном водном реестре — 09010300812110000032722.

### Притоки
(указано расстояние от устья)
- 3 км: река Суйма
- 7 км: река Уечка
- 22 км: река Возихма
- Сужа